# 頭頂葉
頭頂葉（とうちょうよう、英: parietal lobe）は、大脳葉のひとつで、後頭葉の上部、前頭葉の後部にある。
頭頂葉は異なる感覚モダリティーから感覚情報の統合を行っており、特に空間感覚と指示の決定を担っている。例えば、頭頂葉は体性感覚野と視覚系の背側皮質視覚路を構成している。これにより頭頂葉において、視覚によって知覚した対象の位置を身体座標における位置に変換することが出来る。

## 位置

動画。赤色で示す部分が左半球の頭頂葉。右半球は内側面を見せるため透明にしてある。

頭頂葉は4つの解剖学的境界によって定義される。中心溝は前頭葉との境界、頭頂後頭溝は後頭葉との境界、外側溝 (シルヴィウス溝) は側頭葉との境界、そして大脳縦裂は左右の大脳半球の境界を作っている。
中心溝の後部に接していて、頭頂葉の最前部となる領域は中心後回 (ブロードマンの脳地図における3野) で、一次体性感覚皮質領域である。この領域と後頭頂皮質を分けているのは中心後溝である。
後頭頂皮質はさらに、上頭頂小葉 (ブロードマンの脳地図における5野と7野) と下頭頂小葉 (ブロードマンの脳地図における39野と40野) に、頭頂間溝 (IP) によって分けられる。頭頂間溝とそれに隣接する脳回は四肢と眼球運動の指示に重要な役割を持ち、細胞構築学と機能に関する違いにより、内側頭頂間野 (MIP)、外側頭頂間野 (LIP)、腹側頭頂間野 (VIP)、前側頭頂間野 (AIP) に分けられる。

## 機能
頭頂葉は身体の様々な部位からの感覚情報の統合や、数字とそれらの関係に関する知識、対象の操作などに関する機能に重要な役割を持つ。頭頂葉の一部は視覚空間処理に関わっているともされているが、頭頂葉は他の3つの大脳葉に比べてほとんどよく分かっていない大脳葉である。
1990年代の様々な研究によって、マカクザルの頭頂葉の異なる領域が空間における異なる領域を表現していることが分かった。
- 内側頭頂間野 (MIP) のニューロンは網膜座標を基準とした座標系での、到達対象の位置をコードしている[2]。
- 外側頭頂間野 (LIP) は、空間的位置の顕著性を表現した網膜座標系の2次元マップを持っている。このマップは対象に眼球を向ける眼球運動の際に用いられる。
- 腹側頭頂間野 (VIP) は視覚、体性感覚、聴覚、前庭[3]などの様々な感覚からの入力を受けている。触覚の受容野をもつニューロンは頭部を中心とした座標系[3]を表現している。視覚の受容野を持つ細胞も頭部を中心とした座標系に基づいて発火する[4]が、網膜座標を基準とした座標系でも発火する[3]。
- 前側頭頂間野 (AIP) には手自身の操作に加えて、見たり[5]、思い出したり[6]した刺激を掴もうとする際に、対象の形状、大きさ、向きに反応するニューロン[5]が存在する。

## 機能障害
ゲルストマン症候群 (Gerstmann's syndrome) は優位側 (通常は左側) の頭頂葉の損傷と関連付けられている。またバリント症候群 (Balint's syndrome) は両側の障害と関連付けられている。半側空間無視は通常、非優位側の頭頂葉による注意の大きな障害と関連付けられている。

## 参考画像

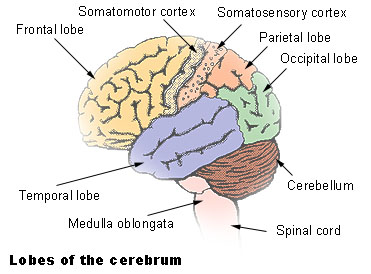
大脳表面の区分。赤色の所が頭頂葉。
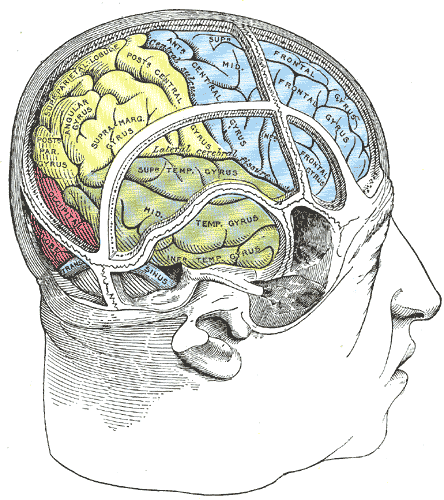
頭蓋骨に対する脳の関係を示した絵。黄色の所が頭頂葉。

## 関連文献
日本語のオープンアクセス文献
- 入來篤史「霊長類頭頂葉皮質における手指空間表象」『動物心理学研究』第56巻第2号、日本動物心理学会、2006年12月25日、113-118頁、doi:10.2502/janip.56.2.3、NAID 110006152571。
- 横山絵里子、中野明子「頭頂葉に関連する高次脳機能」『高次脳機能研究 : 日本高次脳機能障害学会誌』第28巻第2号、2008年6月30日、184-191頁、NAID 10029832185。
- 有國富夫「頭頂野の入出力構造」『Equilibrium research』第62巻第4号、日本めまい平衡医学会、2003年8月1日、284-301頁、doi:10.3757/jser.62.284、NAID 10026086400。